# Coleman (Florida)
Coleman város az USA Florida államában, Sumter megyében. Lakosainak száma 642 fő (2020. április 1.).

## Népesség
A település népességének változása:

| 2010 | 703 |
| 2020 | 642 |